# Sukia
Sukia è un personaggio immaginario dei fumetti protagonista di una omonima testata italiana di genere nero-erotica, ideato da Renzo Barbieri e Nicola Del Principe e pubblicato dalla Edifumetto dal 1978 al 1986, per 153 volumi.

## Storia editoriale
La serie venne pubblicata dal 1978 al 1986 per 153 volumi dalla casa editrice Edifumetto, di proprietà dello stesso Barbieri.
La serie fu pubblicata in Italia, Germania, Francia e in America latina, dove, stampata in Colombia, fu distribuita per tutto il Sudamerica. La versione latinoamericana può essere trovata anche in Nordamerica.

## Biografia del personaggio
Sukia è una vampira, analogamente a tanti altri personaggi del fumetto italiano degli anni settanta come Jacula, Zora la vampira e Lucifera.
Sukia Dragomic, figlia del conte Dracul, originario della Transilvania, che ha appreso da giovanissima la famigerata arte di impalare nemici e prigionieri - in accordo con la figura storica di Vlad Tepes - scampa alla violenza del padre uccidendolo, e, divenuta crudele, uccide anche sua sorella, dedicandosi poi ad ogni genere di sadismo, finché non viene murata viva, tanto che, nel 1724 viene rinvenuto il suo cadavere perfettamente conservato, che contaminato accidentalmente con del sangue, secondo la tradizione, la fa divenire vampira... Sukia vive attualmente a New York, e ha perduto la sua crudeltà, ma non la spietatezza, poiché spesso ha sete di sangue.
Dai lunghi capelli corvini, nell'aspetto, soprattutto nelle copertine più curate, opera dell'illustratore Emanuele Taglietti, si ispira all'attrice Ornella Muti, sex symbol dell'epoca.

## Trama
Sukia è una vampira, figlia di un feroce condottiero romeno del XIII secolo, il Conte Dracul Dragomic, ma conduce comunque una vita apparentemente normale; è fidanzata con un giornalista di nome Alfred Bildiger, e durante un viaggio a New York, questi scopre casualmente la sua vera identità. Per impedire che Bildiger lo possa rivelare al giornale presso il quale lavora, Sukia lo morde sul collo vampirizzandolo e sopprimendolo per decapitazione, secondo i dettami vampireschi. Bill Thomas, amico e collega di Bildiger, testimone del macabro rito, inizia ad indagare su di lei pedinandola in lungo ed in largo. Nel corso della serie Sukia viaggia in giro per il mondo, accompagnata dall'effeminato servo Gary, e incontra persone e creature malvagie. Sukia è rappresentata come un'antieroina, poiché ne diviene volta per volta complice o nemica.

## Comprimari
- Gary, suo giovane e fedele servitore. È omosessuale e libertino. Nel corso della serie il suo aspetto cambia drasticamente, da effeminato a virile e nerboruto.
- Bill Thomas, un giornalista determinato a svelare all'opinione pubblica la natura vampiresca di Sukia. È il principale antagonista di Sukia nella serie sebbene sia di nascosto innamorato di lei ed al contempo da lei odiato.

## Impatto culturale
Il fumetto ha dato anche il nome ad un gruppo musicale californiano.